# Etawah (Distrikt)
Der Distrikt Etawah (Hindi इटावा जिला, Urdu ضلع اٹاوہ) ist ein Verwaltungsdistrikt im indischen Bundesstaat Uttar Pradesh. 
Etawah liegt 130 km westlich der Großstadt Kanpur in der Division Kanpur.
Die südwestliche Distriktgrenze wird weitgehend vom Fluss Chambal gebildet, während die Yamuna weiter nördlich durch den Distrikt verläuft. Beide Flüsse vereinigen sich im Südosten des Distrikts. Der Distrikt liegt damit weitgehend im Doab zwischen Yamuna und Ganges.
Distrikthauptstadt ist die Stadt Etawah. Der Distrikt umfasst 2311 km².

## Geschichte
Mit den Invasionen Mahmud von Ghaznis im Jahr 1018 begann die dauerhafte muslimische Unterwerfung Nordindiens. Später gehörte das Gebiet von Etawah zum Mogulreich, kam dann unter die Herrschaft des Nawabs von Awadh und dieser trat es im Vertrag vom 10. November 1801 an die Britische Ostindien-Kompanie ab. Der danach neu eingerichtete Distrikt Etawah umfasste einen weit größeren Bereich als gegenwärtig, u. a. die Gebiete der späteren Distrikte Agra, Mainpuri, Aligarh, Firozabad,  Hathras, u. a. m. In den folgenden Jahrzehnten folgten zahlreiche administrative Reorganisationen, bis die Distriktgrenzen ab 1894 weitgehend konstant blieben. Etawah war eines der Zentren des Indischen Aufstands von 1857. Administrativ war das Gebiet während der britischen Herrschaft nacheinander Teil der Ceded and Conquered Provinces, der North-Western Provinces and Oudh und ab 1902 der United Provinces of Agra and Oudh (1935 umbenannt in United Provinces). Aus den United Provinces entstand nach der Unabhängigkeit Indiens der Bundesstaat Uttar Pradesh.
Im Jahr 1957 gewann der Distrikt ein kleines Areal von 7,55 Acres vom benachbarten Distrikt Mainpuri hinzu. Am 17. September 1997 wurden die Tehsils Auraiya und Bidhuna als neuer Distrikt Auraiya aus Etawah herausgelöst. Die Distriktfläche verkleinerte sich dadurch von 4327 km² auf 2311 km².

## Bevölkerung
Die Einwohnerzahl von Etawah betrug beim Zensus 2011 1.581.810. 10 Jahre zuvor waren es noch 1.338.871. Das Geschlechterverhältnis lag bei 870 Frauen auf 1000 Männer. Die Alphabetisierungsrate betrug 78,41 % (86,06 % bei Männern, 69,61 % bei Frauen). 92,17 % der Bevölkerung waren Hindus, 7,20 % Muslime.

## Verwaltungsgliederung
Der Distrikt ist in 5 Tehsils gegliedert:
- Bharthana
- Chakarnagar
- Etawah
- Jaswantnagar
- Saifai

Städte vom Typ eines Nagar Palika Parishad sind:
- Bharthana
- Etawah
- Jaswantnagar

Städte vom Typ eines Nagar Panchayat sind:
- Bakewar
- Ekdil
- Lakhna